# Franc-maçonnerie au Portugal
La franc-maçonnerie au Portugal existe depuis 1727 et connaît plusieurs périodes de développement et d'extinction qui suivent l'histoire politique du pays. Elle est reconnue dès 1802 et connaît de nombreuses péripéties jusqu'à son interdiction en 1935. Après la révolution des Œillets du 25 avril 1974, elle reprend ses activités au sein du Grand Orient lusitanien (GOL) et avec le retour de la démocratie de nombreuses obédiences se créent de nouveau. 

## Histoire

### XVIIIesiècle
La franc-maçonnerie est introduite au Portugal en 1727, par des commerçants britanniques qui créent un premier atelier à Lisbonne. En 1733, un second atelier est fondé par des frères dont la plupart sont Irlandais et catholiques. Mais en 1738, cette loge est dissoute au regard de la bulle pontificale In eminenti apostolatus specula de Clément XII du 28 avril 1738. Un troisième atelier voit le jour en 1741 à Lisbonne, à l'initiative du lapidaire suisse Jean Coustos (1703-1746) et deux autres membres portugais qui seront arrêtés par l'Inquisition portugaise et interrogés sous la torture dans les années 1740.
La franc-maçonnerie portugaise se réorganise entre 1760 et 1770 grâce à la tolérance du marquis de Pombal (1699-1782). Il s'installe alors des loges à Lisbonne, Coimbra, Valence, Porto et aux Açores. Mais à la chute du marquis de Pombal en 1777, l'Inquisition et la police démantèlent les loges existantes. À partir de 1798, avec l'arrivée d'un corps expéditionnaire anglais, trois loges militaires et une quatrième acceptant des civils se mettent en activité en étant affilié à la Grande Loge d'Angleterre.

### XIXesiècle
Au début du XIXe siècle, Hipólito José da Costa se rend à Londres pour faire reconnaître le Grand Orient lusitanien (Grande Oriente Lusitano) qui est fondé en 1802. Mais en 1809-1810, les persécutions reprirent et la franc-maçonnerie est de nouveau démantelé. L'ordre renaît brièvement après l'invasion des troupes napoléoniennes et s'éteint en 1817. Une brève renaissance de l'ordre entre 1826 à 1828 ne résiste pas à de nouvelles persécutions. Les francs-maçons portugais se rallient à la franc-maçonnerie brésilienne. 
Il faut attendre la victoire définitive du libéralisme de 1834 qui amène des francs-maçons au pouvoir et pour voir le Grand Orient lusitanien reprendre ses activités. Mais des scissions, entre 1849 et 1867, voient la création d'un « Suprême Conseil portugais de grands inspecteurs généraux du 33e degré » qui autonomise le Rite écossais ancien et accepté (introduit dès 1837). En 1869, l'unification prend forme sous le nom de « Grand Orient lusitanien uni, Suprême Conseil de la franc-maçonnerie portugaise ». La période de 1864 à 1926 sera la période faste à l'implantation maçonnique au Portugal.
En 1870, les francs-maçons sont près de 500 frères pour 36 ateliers. En 1913, ils sont plus de 4 000 répartis dans près de 200 loges. La révolution espagnole de 1868 amène de nombreuses loges d'Espagne et des colonies espagnoles à rejoindre le Grand Orient lusitanien uni (GOLU), ainsi que quelques loges roumaines et bulgares.

### XXesiècle

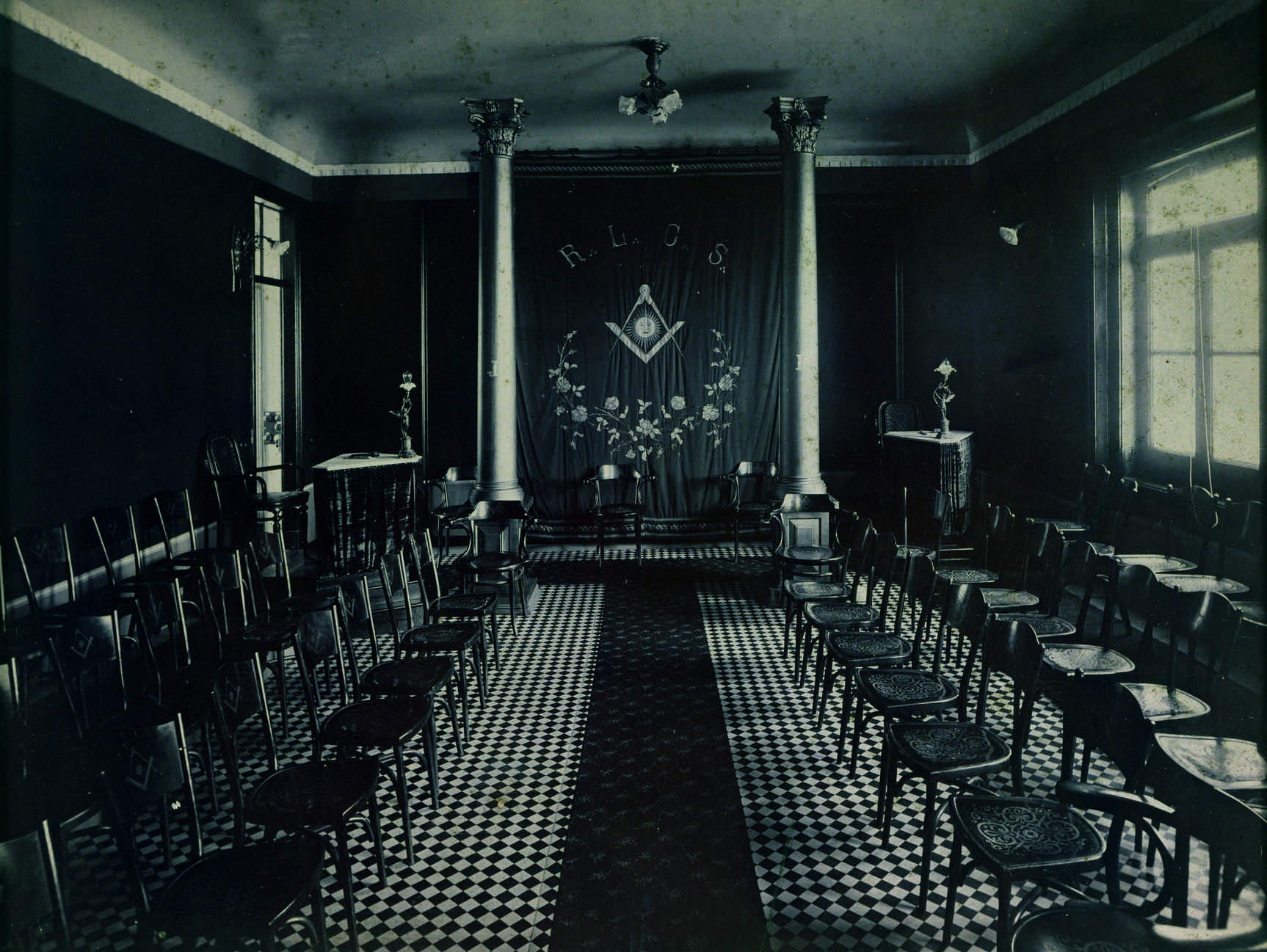
Temple de la loge Cruzeiro do Sul à Maputo

Au début du XXe siècle, la franc-maçonnerie portugaise soutient la constitution de la Carbonária Portuguesa et déclenche la révolution républicaine de 1910. Cette politisation provoque une multiplication des initiations. Dans les gouvernements, jusqu'en 1926, on trouve de nombreux francs-maçons. Mais le rapprochement du GOLU avec le Parti républicain en 1914 provoque la création d'une nouvelle obédience, appelée Cercle luso-écossais, qui draine un tiers des effectifs. Début 1926, les deux obédiences se réunissent un peu tard pour contrecarrer les forces de droite qui instaure une dictature militaire le 28 mai. La franc-maçonnerie est de nouveau inquiétée et en 1935 elle est légalement interdite. Néanmoins le GOLU résiste dans la clandestinité durant 37 ans. Durant la seconde guerre mondiale le GOLU tente de se faire reconnaître par la Grande Loge unie d'Angleterre sans succès. Après la révolution des Œillets du 25 avril 1974, le GOLU renaît et l'État portugais lui restitue le musée maçonnique portugais (pt)).
« Le Droit humain » s'implante au Portugal à partir de 1923. En effet, la loge féminine Humanidade du GOLU, dont le  vénérable maître est Adelaide Cabete, décide de quitter l'obédience quand il lui est demandé d'y rester en tant que loge d'adoption,. La loge demande alors son admission à l'Ordre maçonnique mixte international « le Droit humain », ce qui est accepté la même année. De 1923 à 1926, cinq loges et au moins un triangle sont créés qui constituent la Juridiction portugaise « le Droit humain ». Mais avec l'avènement de la dictature militaire en 1926, le DH, tout comme les autres obédiences, disparaissent,. Ce n'est qu'en 1980, à l'initiative de Jacqueline et René Aucouturier, qu'une nouvelle loge Humanidade est créée à Lisbonne. La loge est rattachée à la Juridiction ibérique, mais avec la création d'une loge à Porto en 1983 et une autre à Lisbonne en 1984, la Juridiction portugaise est créée en 1985 avec à sa tête Jacqueline Aucouturier comme déléguée. Dans les années 2000, d'autres loges sont créées à Évora, Alcobaça, Vila Nova de Gaia, Braga et Libonne. Le 8 décembre 2007, le siège de l'ordre, au centre de Lisbonne, est inauguré et la Fédération portugaise est officiellement instituée.

## Situation obédientielle
Les scissions au sein de la franc-maçonnerie dite régulière du courant anglo-saxons conduisent à la création d’obédiences diverses comme la Grande Loge du Portugal en 1986 et plus tardivement en 1990 à la Grande Loge régulière du Portugal. La franc-maçonnerie mixte présente depuis 1980 est rejointe par une franc-maçonnerie féminine au travers de la Grande Loge féminine du Portugal . En 2016, l'ensemble des courants de la franc-maçonnerie sont présents au Portugal.